# Теорема Трудінгера
У математичному аналізі теорема Трудінгера або нерівність Трудінгера (також іноді звана нерівністю Мозера — Трудінгера) — результат функціонального аналізу на просторах Соболєва. Названо на честь Ніла Трудінгера (і Юргена Мозера).
Описує нерівність між деякою нормою простору Соболєва та нормою простору Орліча функції. Нерівність є граничним випадком вкладення Соболєва, її можна сформулювати у вигляді такої теореми: Нехай {\displaystyle \Omega } — обмежена область в {\displaystyle \mathbb {R} ^{n}}, яка задовольняє умову конуса. Нехай {\displaystyle mp=n} і {\displaystyle p>1}. Нехай
{\displaystyle A(t)=\exp \left(t^{n/(n-m)}\right)-1.}
Тоді існує вкладення
{\displaystyle W^{m,p}(\Omega )\hookrightarrow L_{A}(\Omega )}
де
{\displaystyle L_{A}(\Omega )=\left\{u\in M_{f}(\Omega ):\|u\|_{A,\Omega }=\inf\{k>0:\int _{\Omega }A\left({\frac {|u(x)|}{k}}\right)~dx\leq 1\}<\infty \right\}.}
Простір
{\displaystyle L_{A}(\Omega )}
є прикладом простору Орліча.